# Reencarnación (canción)
«Reencarnación» es una canción de Thalía, publicado como cuarto sencillo de su álbum Arrasando.

## Concepto
Reencarnación habla de un amor que dura a través de la eternidad. Afirma que a pesar de haber muerto la persona, la unión a través del amor nunca se pierde ni se perderá, en la canción, más específicamente se habla de que ella no quiere enamorarse de nuevo. La canción contiene samples de sonidos de Oriente Medio.

## Historia
Después de tres sencillos exitosos y el gran debut del disco Arrasando en la lista de éxitos Billboard, Thalía se alió con el famosísimo Emilio Estefan y lanzó un sencillo especial, se trataba de “Reencarnación”, video dirigido por Estefan y en el que Thalía hablaba explícitamente de este tema, “Reencarnación” tuvo una buena repercusión en la lista de éxitos estodunidense, alcanzando en el Billboard las siguientes posiciones: #30 en “Hot Latin Tracks” y #17 en la sección “Latin Pop Airplay”.

## Videoclip
En el video Thalía representa a una princesa que inicialmente se mira en un espejo y hay velas prendidas. Y en el espejo hay reflejos diversos, luego se ve a una sirena columpiándose, una doncella de la Edad Media, luego una bailarina hindú, luego una guerrera del futuro con ropa y peinado futurista, y una simulación de un puente Einstein-Rossen para viajar en el tiempo. Y al final el vídeo termina con una oración budista que dura varios segundos.

## Versiones
1. Álbum Versión
2. Radio Edit
3. Vídeo Versión

## Posicionamiento
| Listas (2001)               | Posición |
| --------------------------- | -------- |
| Billboard Latin Pop Airplay | 17       |
| Billboard Hot Latin Tracks  | 30       |